# Katastrofa MiG-a-23 pod Kortrijk

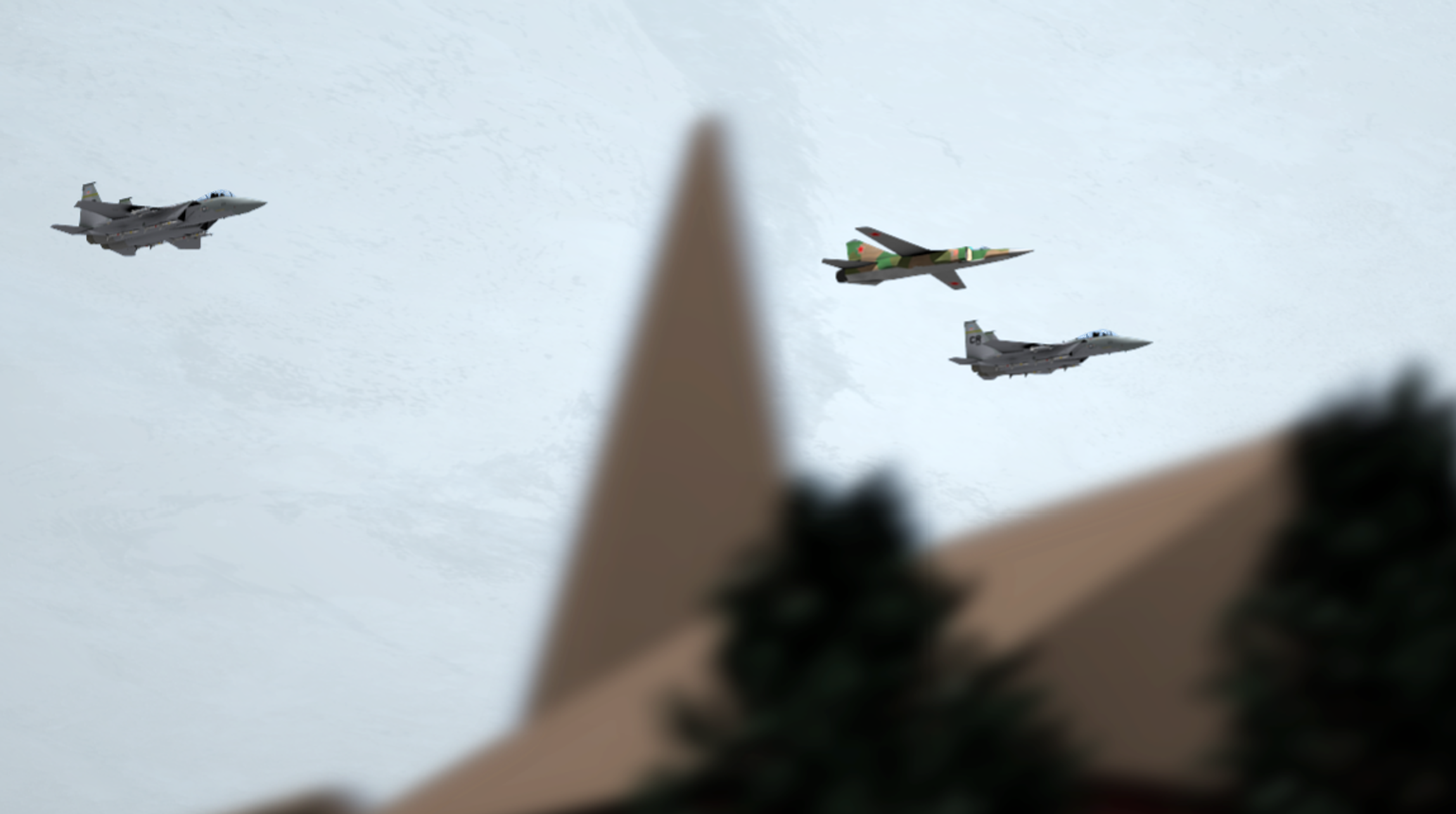
Komputerowa rekonstrukcja przechwycenia „miga” Skuridina nad Niemcami Zachodnimi przez amerykańskie F-15

Katastrofa MiG-23 pod Kortrijk – wypadek lotniczy, który miał miejsce 4 lipca 1989 roku. Z lotniska Bagicz pod Kołobrzegiem o godzinie 9:14 wystartował radziecki MiG-23 pilotowany przez pułkownika Nikołaja Skuridina. Po niespełna pół minucie silnik samolotu zaczął tracić obroty, dlatego pilot zdecydował się na opuszczenie maszyny. Po katapultowaniu się pilota silnik samolotu zaczął pracować normalnie, a MiG-23 po przeleceniu nad NRD, RFN i Holandią spadł na dzielnicę Bellegem w belgijskim mieście Kortrijk, zabijając na ziemi jedną osobę.

## Samolot
MiG-23 startujący z lotniska Bagicz należał do 871 Sewastopolskiego Pułku Myśliwsko-Szturmowego. Samolot podczas lotu nie miał na pokładzie uzbrojenia rakietowego, jedynie amunicję strzelecką do działka kalibru 23 mm.

## Przebieg lotu
O godzinie 9:14 do lotu treningowego wystartował MiG-23 pilotowany przez pułkownika Skuridina. Według odtworzonego zapisu czarnej skrzynki w 29. sekundzie lotu, na wysokości 100 metrów, w samolocie lecącym z prędkością 400 km/h, pilot włączył dopalacz. W tym momencie nastąpił wyraźny spadek obrotów silnika. Pilotowi wydawało się, że silnik uległ wyłączeniu, ponieważ jego obroty były niższe niż minimalne wartości obrotów silnika i podjął decyzję o katapultowaniu się. W kilka sekund po zmniejszeniu ciągu, silnik zwiększył obroty do maksimum, jednak przez ten moment samolot zdążył zmniejszyć swoją prędkość do 345 km/h. 10 sekund od pierwszego spadku mocy silnika pilot katapultował się. Po opuszczeniu maszyny przez Skuridina obroty silnika ponownie spadły i gdy wydawało się, że samolot runie do Morza Bałtyckiego, silnik ponownie podjął pracę i samolot zaczął się wznosić już bez pilota na pokładzie. W maszynie działał system stabilizacji, który kontrolował parametry lotu. Samolot wzniósł się na wysokość 12 300 m i ze średnią prędkością 700 km/h skierował się na zachód. Nie niepokojony przeleciał nad NRD. Po przekroczeniu granicy między państwami niemieckimi, myśliwiec został przechwycony przez parę amerykańskich F-15, jednak piloci samolotów po zidentyfikowaniu MiG-a i stwierdzeniu, że samolotu nikt nie pilotuje, dostali rozkaz pozostawienia samolotu. Po kolejnych kilkunastu minutach w powietrze została poderwana para francuskich Mirage, tym razem jednak z rozkazem bezwzględnego zestrzelenia intruza, jeśli tylko przekroczy granicę francuską, do czego nie doszło. Po 69 minutach i 36 sekundach od startu w MiG-u wyczerpało się paliwo i zaczął on powoli opadać. Z prędkością 300–330 km/h spadł na dom mieszkalny w Bellegem. W zgliszczach zginął 19-letni mężczyzna.

## Przyczyny katastrofy
Przyczyną katastrofy była korozja elektrochemiczna posrebrzanych styków w obwodach automatycznego układu sterowania silnikiem. Doprowadziło to do samoczynnego zamknięcia się elektromagnetycznych zaworów kontrolujących ciśnienie paliwa w układzie przeciwpompażowym samolotu. Skorodowany styk przewodził prąd na jednym ze złączy powodując niestabilną pracę silnika. Czynnikiem przyspieszającym tego typu korozję jest woda morska, która dostaje się do silnika.

## Konsekwencje
Konsekwencją katastrofy było karne przeniesienie pułku lotniczego na lotnisko w Brzegu.
Rządy RFN, Holandii i Belgii, państw nad których terytorium przeleciał samolot, wniosły na drodze dyplomatycznej protesty w związku z brakiem ze strony radzieckiej informacji o zagrożeniu oraz zażądały na przyszłość natychmiastowego powiadamiania o wypadkach tego typu. Rząd belgijski oprotestował dodatkowo trudności z uzyskaniem informacji na temat uzbrojenia samolotu, co utrudniało akcję ratowniczą.
Pilot rozbitego samolotu, pułkownik Skuridin, wystąpił 6 lipca w Moskwie na konferencji prasowej z przeprosinami wobec poszkodowanych.